# Онуфриевская башня
Онуфриевская башня — башня и церковь, часть укреплений Киево-Печерской лавры, Украина. Памятник архитектуры.

## История
Башня построена в 1689—1701 годах.
Во время постройки на средства Ивана Мазепы оборонительных стен Киево-Печерской лавры в 1680—1700-х годах по углам, согласно требованиям фортификационной науки того времени, строились сторожевые башни. Башня с церковью во имя Святого Онуфрия замыкала ось, проходившую от Троицких ворот в сторону Днепра. На момент окончания строительства башня-церковь имела три яруса, сооружённые из кирпича, сохранившиеся до настоящего времени. В Онуфриевской башне находились жилые палаты Ивана Мазепы.
Четыре гранёных объёма башни, образующих в плане крест, напоминают срубы местных деревянных храмов. Башня декорирована пилястрами и лопатками, над окнами установлены сандрики. Кровли отделаны барочными фронтонами, посередине — двухъярусный купол с флюгером в виде флага.
Первый этаж имеет высоту до уровня боевых площадок смежных оборонных стен, вероятно, он являлся арсеналом. На втором этаже — бесстолпная одноглавая церковь. Толщина стенок 2,2 метра. Завершает постройку глава в стиле, характерном для этого периода, увенчанная крестом. До пожара в 1718 году башня использовалась как церковь. Глава храма после пожара не восстанавливалась. На гравюрах второй половины XVIII века башня изображалась с первоначальным куполом. На чертеже 1780 года башня изображена с барочным барабаном и главой. На чертеже 1784—1798 годов на Онуфриевской башне отсутствует завершение.
Во время ремонта в 1828 году башня была покрыта стальными листами. Помещение церкви стало использоваться для хранения провианта. В справке, составленной генерал-майором Арнольди в 1831 году, сказано именно о таком использовании.
В 1839 году с башни сняли барабан с главой.
В 1952 году были произведены обмеры башни, и по проекту архитектора Исраэля Шмульсона утраченное деревянное перекрытие было заменено железобетонным. Стены были укреплены железобетонными конструкциями, устроена система вентиляции, водяного отопления и энергоснабжения. Церковь на башне была восстановлена, но крыша и завершение оставлены в довоенном виде, что уже не соответствовало изначальному. Башня была приспособлена под лабораторию специалистов института металловедения АН УССР, использовалась также для других нужд института. Такое приспособление и дальнейшее использование не способствовало сохранению памятника.
Из-за неудовлетворительного состояния башни институтом «Укрпроектреставрация» в 1980—1985 годах были проведены научно-исследовательские работы и разработан проект реставрации памятника. План предусматривал приспособление помещений под музейные экспозиции. В ходе ремонтно-восстановительных работ, начавшихся в 1985 году, была отремонтирована кровля без замены деревянных конструкций крыши. Из-за прекращения финансирования реставрация не проводилась, и в 1989 году объект был законсервирован.
Потом работы проводились в 2002 году. Из-за нехватки средств и отсутствия финансирования работы приостановили в январе 2005 года, до 2021 года памятник находился в законсервированном состоянии.
В 2021 году башня попала в перечень памятников проекта «Большая реставрация». Главным архитектором проекта реставрации Онуфриевской башни стал Артём Прощенко.

## Галерея

Онуфриевская башня Киево-Печерской Лавры
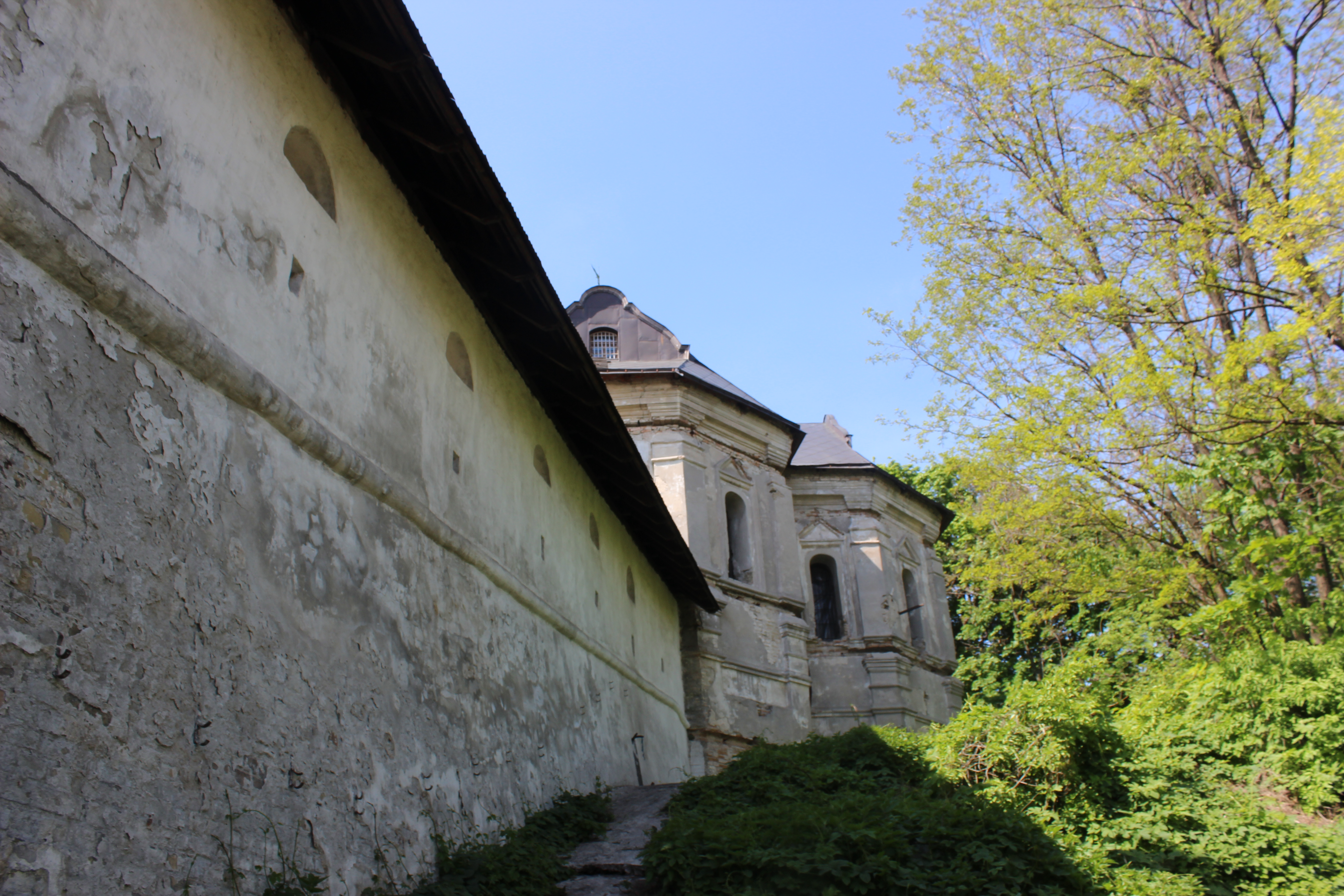
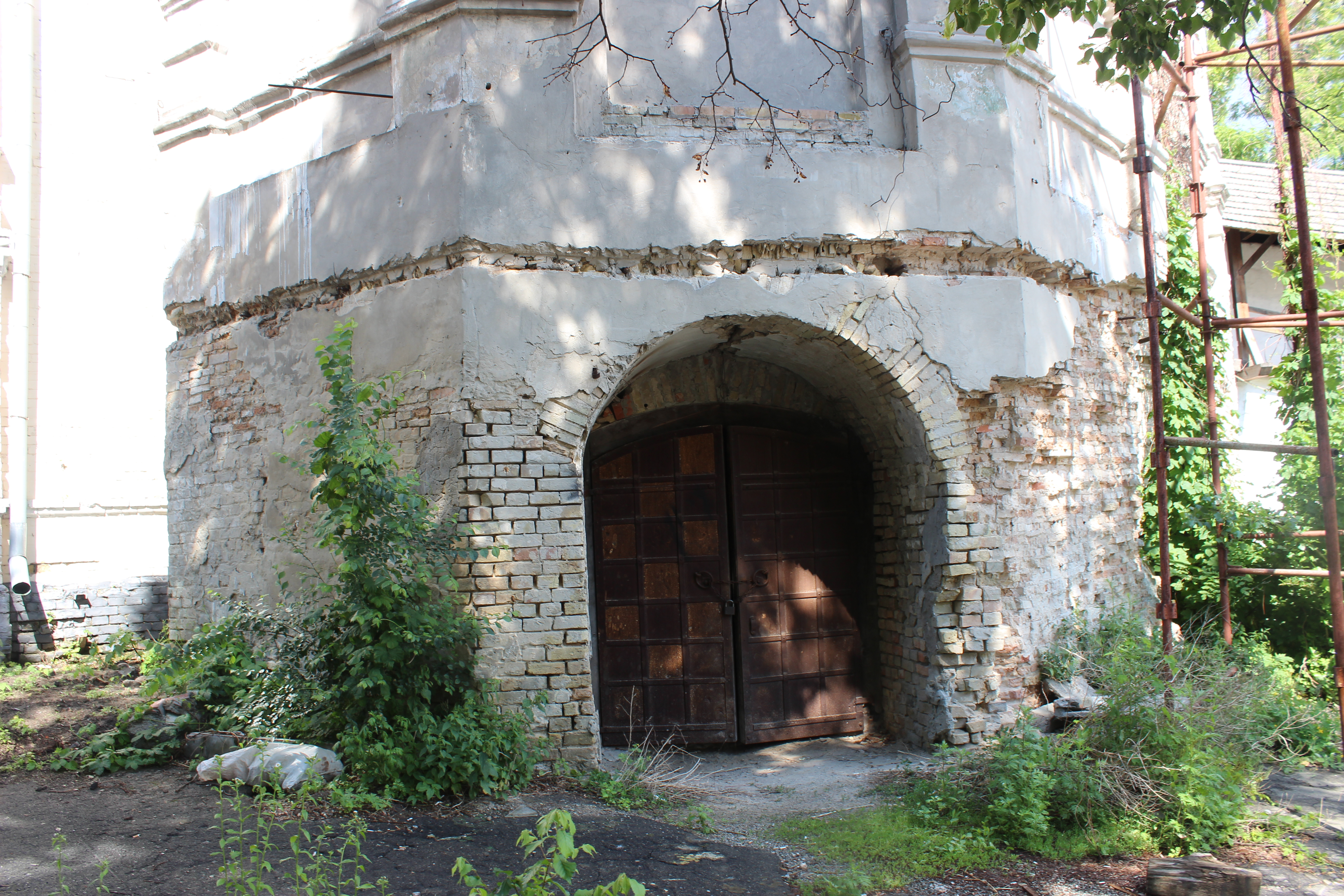